# أندرياس كبريانو
أندرياس كبريانو (باليونانية: Ανδρέας Κυπριανού)‏ هو لاعب كرة قدم قبرصي في مركز الهجوم، ولد في 5 ديسمبر 1988 في لارنكا في قبرص. شارك مع منتخب قبرص تحت 21 سنة لكرة القدم. أما مع النوادي، فقد لعب مع أريس ليماسول وأنورثوسيس فاماغوستا ونادي أبويل ونيا سلاميس فاماغوستا ويونيكوس.

## وصلات خارجية
- أندرياس كبريانو على موقع قاعدة بيانات كرة القدم.إي يو (الإنجليزية)
- أندرياس كبريانو على موقع Soccerway.com (الإنجليزية)